# Pyrrocoma crocea
Espèce
Classification phylogénétique
 Pyrrocoma crocea  est une espèce de plantes à fleurs dicotylédones de la famille des Astéracées, native des montagnes Rocheuses dans l’Ouest des États-Unis. Elle fut auparavant associée au genre  Haplopappus  puis reclassée. Cette espèce est connue en anglais sous le nom de Curlyhead goldenweed.
C'est une plante herbacée pérenne commune dans le sud des montagnes Rocheuses, où elle fleurit généralement de l'été au début de l’automne.

## Description
C’est une plante robuste avec une tige unique, épaisse. Les feuilles sont grandes, coriaces et glabres, distribuées surtout basalement et alternées. Les bractées phyllaires de l’involucre sont feuillues et spatulées. Les boutons floraux sont les plus larges des espèces du genre  Pyrrocoma. La fleurs composée orange présente des fleurons fins et allongées.

## Distribution et habitat
Cette plante est native du sud des montagnes Rocheuses et se trouve en altitude dans les prairies humides et bords de routes. P. Crocea se trouve du Wyoming jusqu’à l’Arizona.

## Biologie
La chenille du papillon Chlosyne acastus est connue pour se nourrir de cette plante.

## Galerie

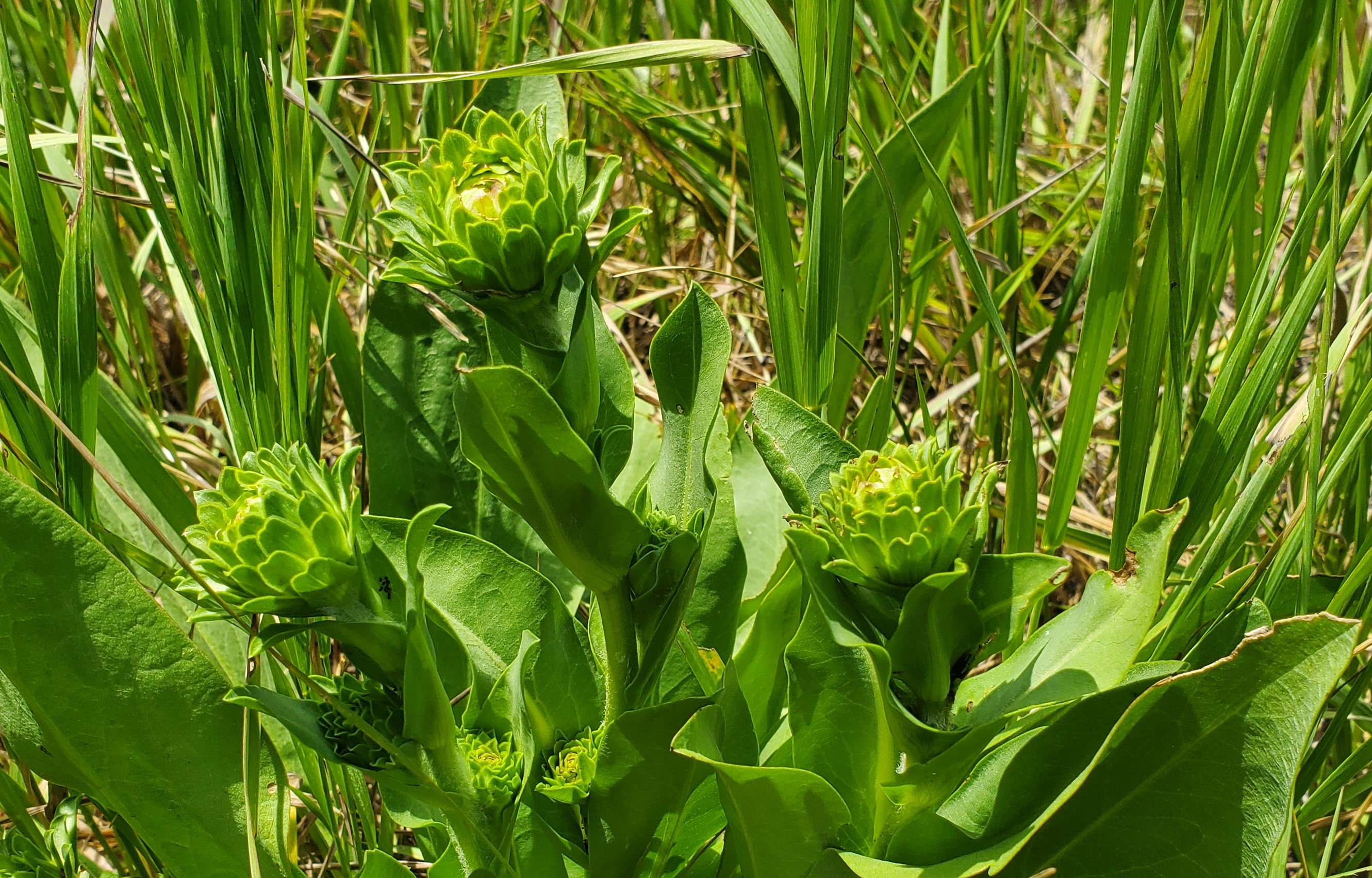
Pyrrocoma crocea, involucre de bractées.